# Résolution 1730 du Conseil de sécurité des Nations unies
Membres permanents
- Chine
- États-Unis
- France
- Royaume-Uni
- Russie

Membres non permanents
- Argentine
- Congo
- Danemark
- Ghana
- Grèce
- Japon
- Pérou
- Qatar
- Slovaquie
- Tanzanie

Résolution no 1729 Résolution no 1731
La résolution 1730 du Conseil de sécurité des Nations Unies, adoptée à l'unanimité le 19 décembre 2006, après avoir souligné le rôle des sanctions internationales, a demandé au Secrétaire général d'établir un « point focal » au sein du Secrétariat pour garantir des procédures « justes et claires » pour l'inscription et la radiation des individus et des entités sur les listes de sanctions.

## Contexte
La déclaration adoptée par l'Assemblée générale des Nations unies à la suite du Sommet mondial de 2005 demandait au Conseil de sécurité de s'assurer que des procédures claires et équitables soient mises en place dans l'édiction ou la levée des sanctions. Elle s'inscrit dans le controverse suscitée par les méthodes du Comité des sanctions concernant Al-Qaïda créé par la résolution 1267 (1999),.
Après le sommet mondial, le Comité politique, composé de haut-fonctionnaires des Nations Unies et présidé par le Secrétaire général, a demandé au Bureau des affaires juridiques d'étudier la question. Ce dernier demanda au Professeur Bardo Fassbender de l'Institut de droit européen et international de l'Université Humboldt de Berlin de produire un rapport, examiné par un groupe d'experts lors d'un colloque organisé spécialement par le Bureau des affaires juridiques. Cependant le Comité des sanctions 1267 a décidé qu'il ne pouvait entendre des recommandations que si elles provenaient de ses membres. Il adopta de nouvelles lignes directrices le 29 novembre 2006 concernant l'inscription sur la liste des sanctions, exigeant notamment une motivation détaillée de la part des États.
Des efforts ont été entrepris dans le même temps concernant le retrait ou la radiation des noms des listes. La France proposa le projet de « point focal », rejoint par les États-Unis d'Amérique, qui aboutit à l'adoption de la résolution 1730 et des principes directeurs de retrait des listes de sanctions.

## Résolution

### Préambule
Réaffirmant l’importance des sanctions dans le maintien de la paix et de la sécurité internationales, le Conseil de sécurité a exhorté tous les États membres à s’acquitter des obligations qui leurs incombent. Il souhaitait garantir que les sanctions soient ciblées pour soutenir des objectifs clairs et mises en œuvre de manière équitable, tout en prévoyant des exceptions humanitaires.

### Dispositif
Agissant en vertu du Chapitre VII de la Charte des Nations unies, le Conseil de sécurité a adopté la procédure de radiation prévue dans l’annexe de la résolution. Les Comités des sanctions créés par les résolutions 751 (1992), 918 (1994), 1132 (1997), 1267 (1999), 1518 (2003), 1533 (2004), 1572 (2004), 1591 (2005), 1636 (2005) et 1718 (2006) ont été invités à réviser leurs directives en conséquence.

## Procédure de radiation
Il a été demandé au Secrétaire général de créer au sein du Service du secrétariat des organes subsidiaires du Conseil de sécurité un « point focal » pour recevoir les demandes de radiation. Ce « point focal » est conçu comme un guichet unique pour recevoir toutes les demandes de radiation des listes de sanctions dressées et tenues par les Comités des sanctions. Les fonctions de « point focal » sont exercées par un seul fonctionnaire des Nations Unies. 
C'est lui qui est chargé d'accuser réception auprès du demandeur, de l'informer de la suite de la procédure et de faire un examen préliminaire de la « recevabilité » de la demande (vérifier qu'elle soit nouvelle et apporte des informations supplémentaires). Il est chargé de la bonne transmission de tous les documents et informations aux gouvernements de l'État de résidence, de celui de nationalité et de celui à l'origine de l'inscription sur la liste. 
Si les gouvernements des trois États susmentionnés se déclarent favorables, opposés, sollicitent un délai supplémentaire ou ne prennent aucune mesure, le Comité des sanctions pertinent est informé dans tous les cas et, si nécessaire, approuvera ou rejettera la demande. Le Comité reçoit du « point focal » tous les documents et les informations nécessaires. Le demandeur sera alors informé de la décision et de sa motivation.
Les sanctions prises dans le cadre du régime de sanctions contre Al-Qaïda et celui contre les Talibans créé par la résolution 1988 (2011) doivent être contestées devant le Bureau du Médiateur, créé par la résolution 1904 (2009). Ce médiateur est chargé d'examiner les demandes et de présenter un rapport au Comité avec les motifs susceptibles de justifier la levée des sanctions.

## Voir également
- Sanctions internationales
- Régimes de sanctions du Conseil de sécurité des Nations unies